# مسجد جامع بیداخوید
مسجد جامع بیداخوید در روستای تاریخی بیداخوید واقع شده است. روستای بیداخوید در دهستان بنادکوک بخش نیر در شهرستان تفت واقع شده است. این اثر تاریخی، به شماره ۳۱۳۹۱ در فهرست آثار ملی ایران به ثبت رسیده است. با توجه به تاریخ سنگ محراب این مسجد ، این بنا متعلق به قرن هشتم هجری همزمان با حکومت آل مظفر است.